# 1058년

## 연호
- 북송(北宋) 가우(嘉祐) 3년
- 요(遼) 청녕(淸寧) 4년
- 일본(日本) 덴기(天喜) 6년 / 고헤이(康平) 원년
- 서하(西夏) 차도(奲都) 2년
- 리 왕조(李朝) 롱투이타이빈(龍瑞太平) 5년

## 기년
- 고려(高麗) 문종(文宗) 12년
- 북송(北宋) 인종(仁宗) 36년
- 요(遼) 도종(道宗) 4년
- 서하(西夏) 의종(毅宗) 10년
- 리 왕조(李朝) 성종(聖宗) 5년